# ميرت مولدور
ميرت مولدور هو لاعب تركي ولد في النمسا بتاريخ 3 أبريل 1999 ويلعب حاليا مع نادي ساسولو.

## مسيرته
نشأء في نادي ربيد فيينا وتم تصعيده للفريق الرديف سنة 2017 ولعب معه 23 مباراة ثم سنة 2018 صعد للفريق الأول ولعب معه 28 مباراة وفي 2019 إنتقل لنادي ساسولو أما دوليا فقد مثل جميع الفئات السنية مع منتخب أيضا المنتخب الأول لتركيا.

## وصلات خارجية
- ميرت مولدور على موقع الاتحاد الدولي (مؤرشف)  (الإنجليزية)
- ميرت مولدور على موقع الاتحاد الأوربي (الإنجليزية)
- ميرت مولدور على موقع اتحاد تركيا (لاعب) (الإنجليزية)
- ميرت مولدور على موقع قاعدة بيانات كرة القدم.إي يو (الإنجليزية)
- ميرت مولدور على موقع ناشيونال فوتبول تيمز (الإنجليزية)
- ميرت مولدور على موقع Soccerway.com (الإنجليزية)
- ميرت مولدور على موقع عالم كرة القدم.نت (الإنجليزية)